# DCS: A-10C Warthog
DCS: A-10C Warthog  est un jeu vidéo de simulation de vol de combat développé par Eagle Dynamics et édité par The Fighter Collection, sorti en 2011 sur Windows.
Il fait partie de la série Digital Combat Simulator et permet de piloter un Fairchild A-10 Thunderbolt II.

## Accueil
- IGN : 8/10[1]
- PC Gamer : 92 %[2]